# Rotes Kreuz (Taunus)
Das Rote Kreuz ist ein Pass im Hochtaunus.

## Passstraße

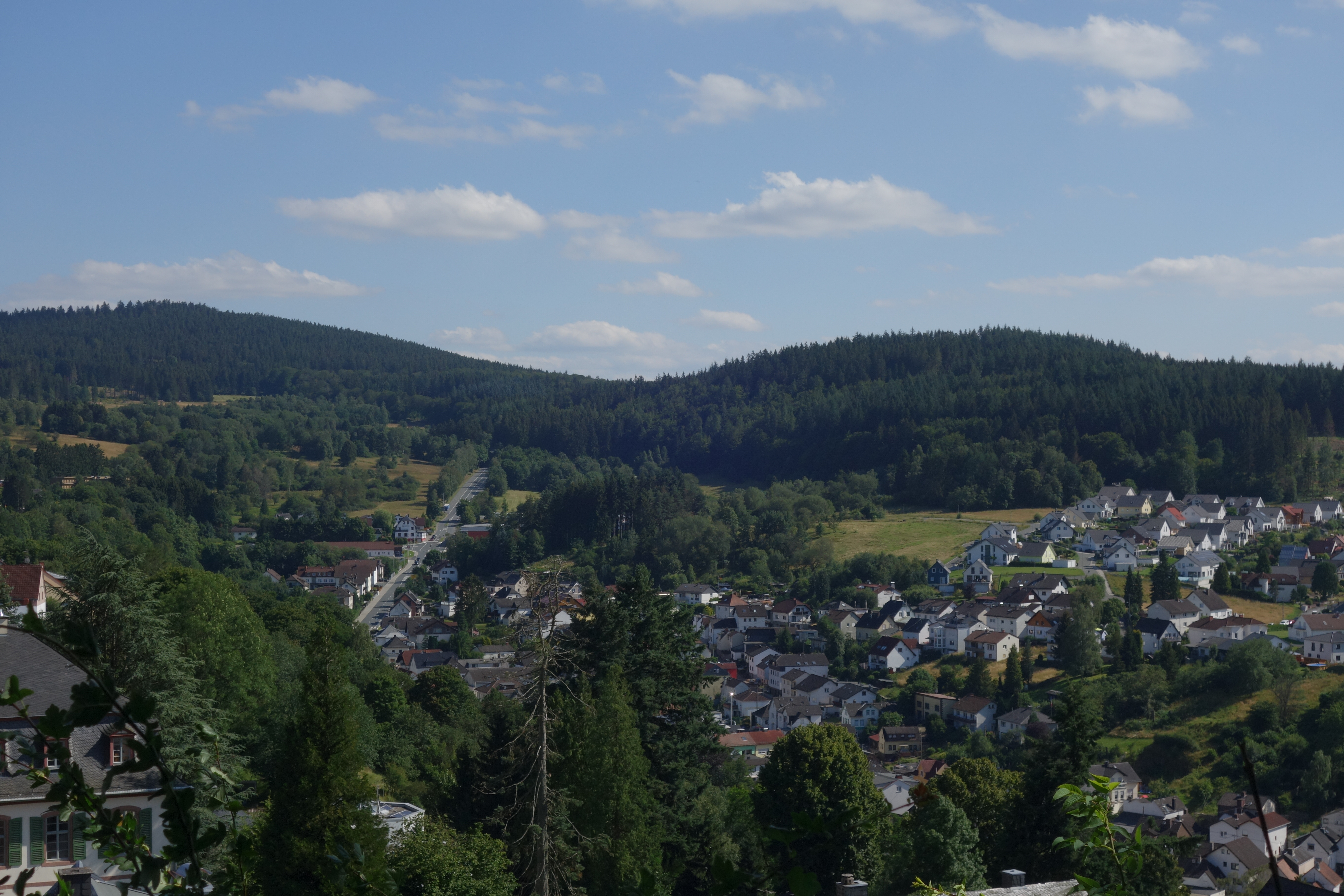
Blick von Burg Reifenberg auf Niederreifenberg und die L 3025, die zum Roten Kreuz führt, zwischen den Bergen Kleiner Feldberg (links) und Weilsberg (rechts)

Das Rote Kreuz (688 m ü. NN) erschließt den Eingang von Königstein her kommend in das Weiltal. Passstraße ist die L 3025, die am Eselsheck von der B 8 abzweigt. 
Der Pass wird seit Urzeiten genutzt. Die Römer sicherten den Übergang mit dem Römerkastell Kleiner Feldberg (⊙) (das Kastell liegt der Wasserversorgung wegen nicht direkt auf der Passhöhe, sondern ca. 1 km entfernt an der Weilquelle). Im Mittelalter sicherte die Burg Reifenberg den Übergang. Auf der Passhöhe zweigt die L 3024 ab, die über den Großen Feldberg zum Sandplacken führt.
Der Umfang des Fernhandels über die Weiltalroute ist heute nicht mehr zu quantifizieren. Jedoch zeigt ein Goldmünzenfund, der im Jahr 2005 nahe dem roten Kreuz erfolgte, wie integriert der damalige Welthandel war. Unter den gefundenen Münzen befand sich auch eine arabische Münze.
Ein Shuttlebus fährt an Wochenenden und Feiertagen insgesamt 14 Parkplätze um den Feldberg an.

## Das Kreuz
Im Jahre 1730 war dies eine geschichtliche Begegnungsstätte zwischen Königstein und Reifenberg. Der tote Reifenberger Ritter Domherr Philipp Ludwig von Mainz wurde übergeben und in der Sankt Gertrundis Kapelle in Bassenheim begraben.
Das heutige Rote Kreuz aus Sandstein stammt aus dem Jahr 1999. Es ersetzte ein baufälliges Holzkreuz, das bereits auf Ansichtskarten aus dem Jahr 1900 zu sehen war. Ein Vorgängerkreuz aus dem 19. Jahrhundert soll bereits aus rotem Sandstein bestanden haben und dem Pass so seinen Namen gegeben haben. Der früheste Hinweis auf ein Kreuz findet sich in der Ortsangabe „Am rothen Kreuz“ in der Ravensteinkarte (1851) „Umgebung von Frankfurt“.

## Die Gaststätte

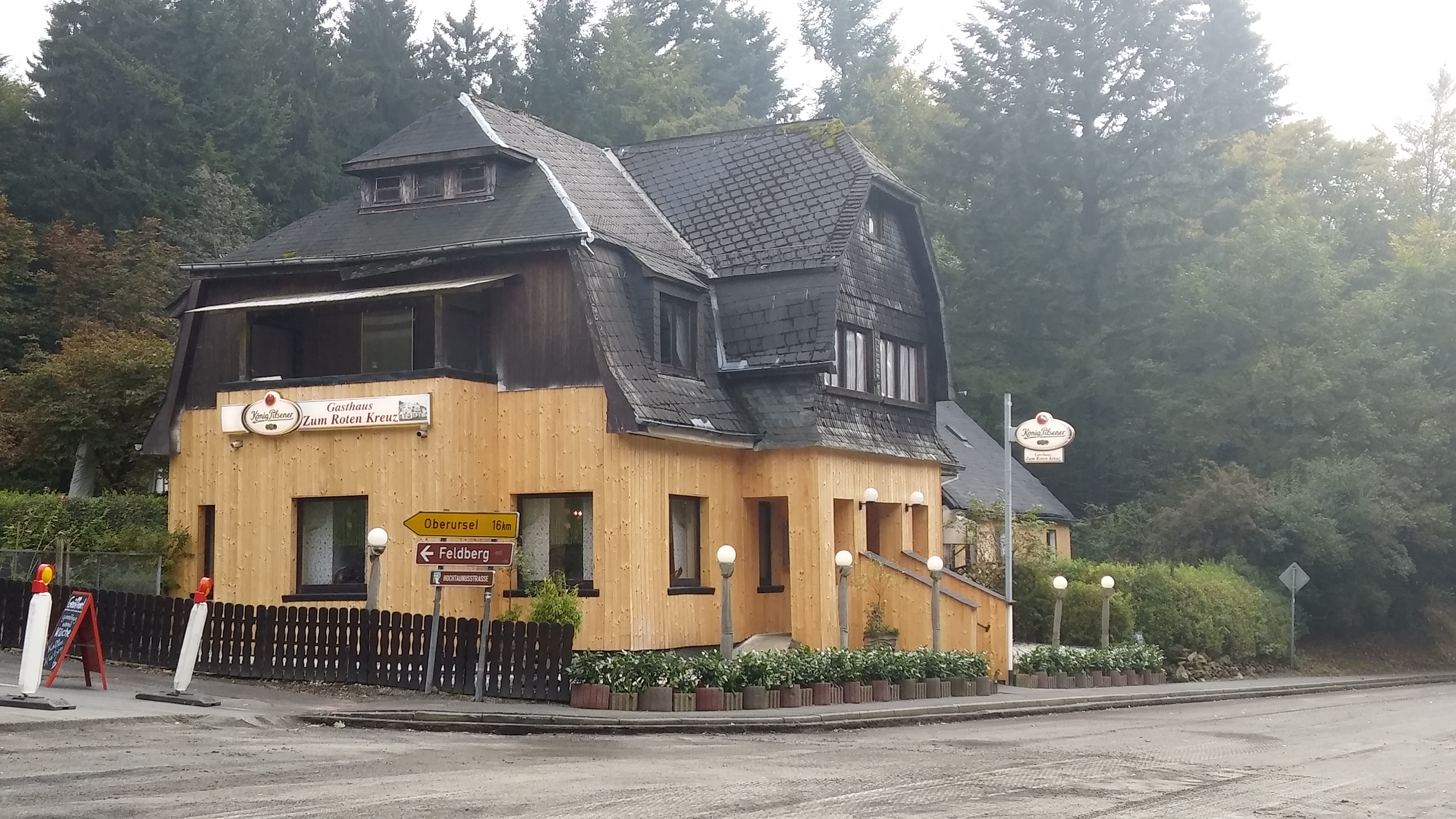
Gasthaus zum Roten Kreuz im Oktober 2016

Die Idee eine „Verkaufsstelle“ zu errichten kam vor 1895 auf und hieß „es Zollstocks Bettche“. An diesem Ort kam immer wieder eine Prozession vorbei und auch weil man feststellte, das die Tiere der Fuhrwerke an dieser Stelle Wasser und Futter bekamen. Gleichzeitig konnte man an die Fuhrwerker Schnaps und Bier verkaufen. Seit 1895 besteht die Gaststätte „Zum Roten Kreuz“ an diesem Ort. Nach einem Brand im Jahre 1928 wurde die Gaststätte mit Fremdenzimmer errichtet. Diese werden heute nicht mehr vermietet. Das Gasthaus wurde in der 5. Generation geführt und 2022 aufgegeben.

## Schieferbergbau
Im 19. Jahrhundert wurde etwa 200 m westlich des Roten Kreuzes Schiefer abgebaut (⊙). Auch wenn der Taunus Teil des Rheinischen Schiefergebirges ist, gibt es nur wenige wirtschaftliche Fundstellen von Dachschiefer, so z. B. in Langhecke, wo der einzige Abbau in großem Umfang stattfand. Überwiegend findet sich im Taunus jedoch Taunusschiefer, ein zu Bauzwecken nicht geeigneter Buntschiefer. Mit seinem Abbau war meist kein wirtschaftlicher Erfolg verbunden, so auch am Sandplacken.
Im Oktober 1840 wird dieser Bergbau erstmals urkundlich erwähnt. Ludwig Baum aus Oberems richtet in diesem Jahr ein Gesuch zur Ausbeutung des „roten Dachschieferlagers“ an den Landesherren und erhält im gleichen Jahr gemeinsam mit Johann Peter Thomas aus Wüstems die Konzession, in der „Grube Rothenfels“ Schiefer abzubauen. Am 12. November 1842 wird Ludwig Baum Alleineigentümer der Grube von 80 mal 20 Lachter. Die nutzbare Schieferschicht erwies sich aber lediglich ein Fuß stark und der Bergbau wurde am 13. Januar 1847 eingestellt.
Oktober 1858 wagte der Müller Michael Berg aus Neuweilnau einen neuen Anlauf. Probeschürfungen ergaben ein Dachschieferlager mit einer Mächtigkeit von drei Lachtern. Die Bergbehörde war überzeugt und erteilte die Konzession zum Abbau. Von 1860 bis 1868 erfolgte der Abbau. Der gewonnene Schiefer wurde ob seiner Farbe, Dünnplattigkeit und Durchbohrbarkeit gelobt und kam beim Bau des ersten Feldberghauses zum Einsatz. Aber auch dieser Abbauversuch endet nach wenigen Jahren aus wirtschaftlichen Gründen.
Von Juni 1882 bis Mai 1884 erfolgte letztmals ein Schieferabbau. 6 Arbeiter bauten den Schiefer in der Grube Rothenfels ab, bis der Abbau aufgrund der geringen Menge an verwertbaren Schieferplatten endgültig eingestellt wurde. Der Standort geriet aber nie in Vergessenheit. 1925, 1928 und 1948 erfolgten neue Untersuchungen, ob ein Abbau von Schiefer erneut versucht werden sollte. Eine Wirtschaftlichkeit ließ sich jedoch nicht mehr nachweisen.
Seit 1991 ist der Stollen der Grube Rothenfels begehbar gemacht und mit einem Gitter gesichert worden. Er dient heute als Quartier verschiedener Fledermausarten.